# Jaroslav Durych

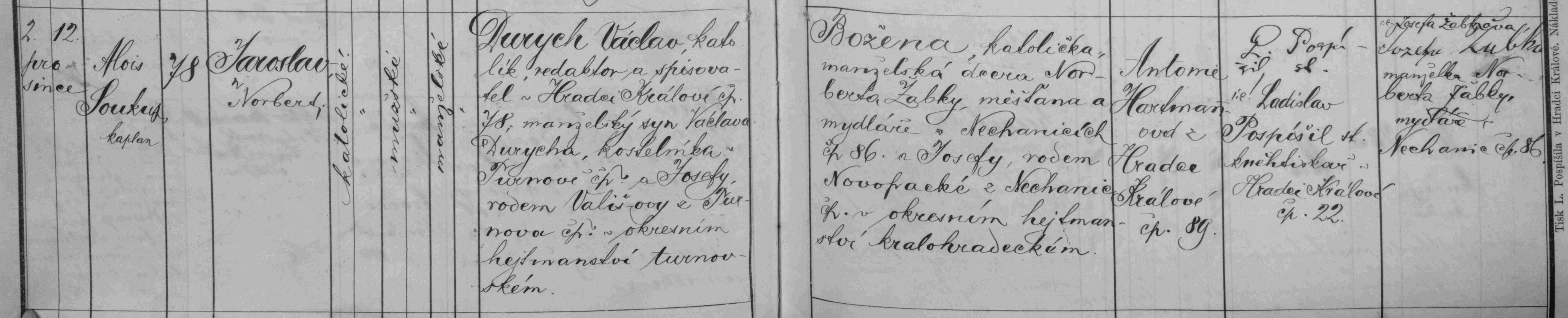
matriční zápis o narození a křtu Jaroslava Durycha (matrika N 1877-1897 Hradec Králové (SOA Zámrsk))

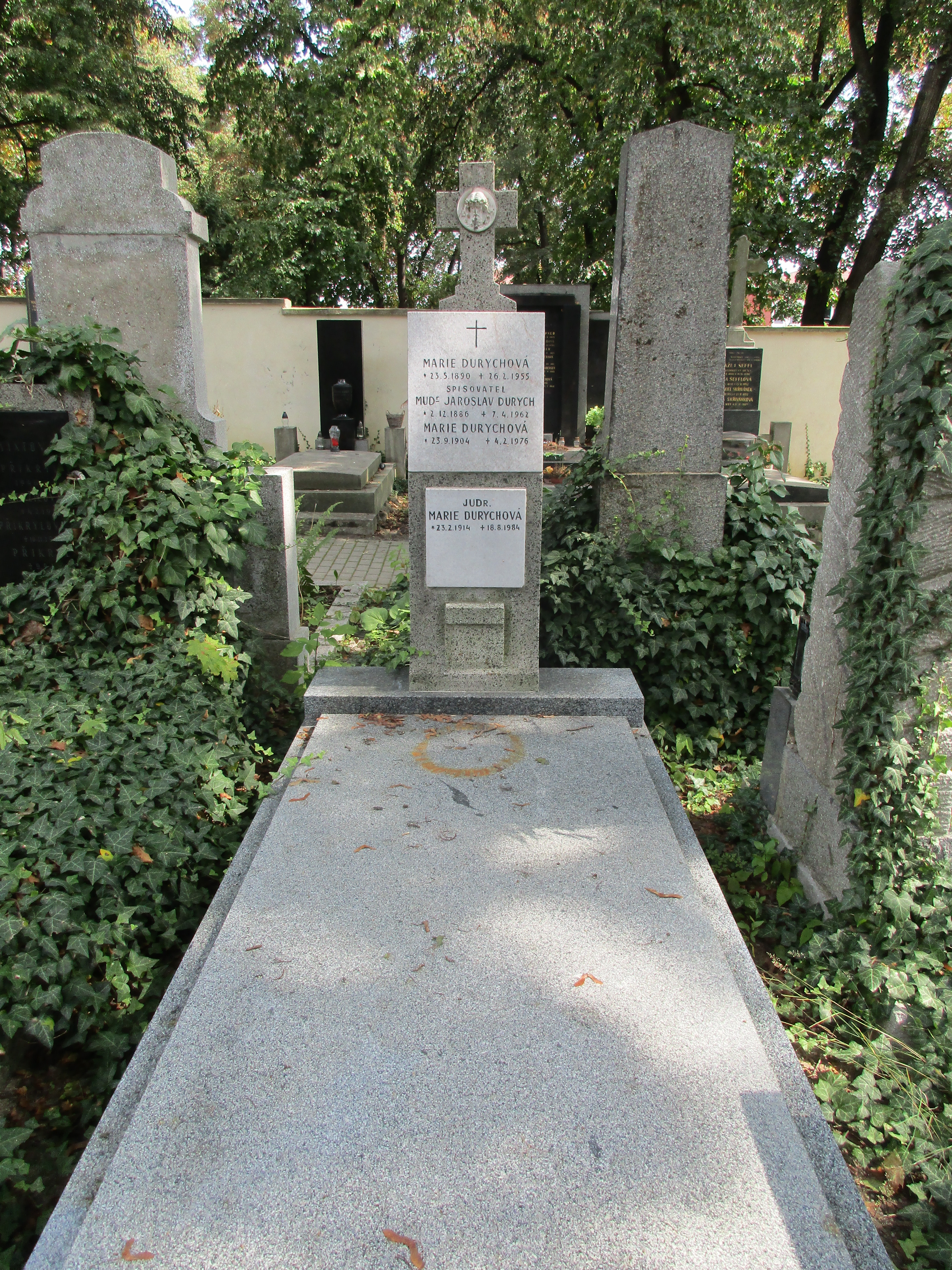
Hrob Jaroslava Durycha (1886–1962), českého vojenského lékaře a katolického prozaika, básníka, dramatika a publicisty na hřbitově Bubeneč (51)

Jaroslav Durych (2. prosince 1886, Hradec Králové – 7. dubna 1962, Praha) byl český vojenský lékař a katolický prozaik, básník, dramatik a publicista, který měl výrazný vliv na rozvoj českého katolicismu v první polovině 20. století.

## Život
Jaroslav Durych se narodil do rodiny spisovatele a redaktora Václava Durycha a jeho manželky Boženy, roz. Žabkové. Velmi brzy osiřel. Na přání babičky nejprve studoval gymnázium v Hradci Králové jako chovanec arcibiskupského konviktu v Příbrami, z konviktu byl později vyloučen za čtení zakázané literatury, konkrétně Renanových Apoštolů. Nicméně na církev nezanevřel, rozhodl se sloužit jí na poli kultury a vzdělání.
Vystudoval lékařskou fakultu v Praze, kterou dokončil v roce 1913, a protože studoval na vojenské stipendium, působil za první světové války jako vojenský lékař v Haliči. Po válce si v Přerově zřídil soukromou praxi, brzy se vrátil do vojenské služby, v československé armádě dosáhl hodnosti plukovníka. V letech 1921 a 1922 působil v hodnosti kapitána zdravotní služby jako vojenský lékař v Užhorodu. V letech 1923–1930 pak působil jako přednosta oddělení ve vojenské nemocnici v Hradisku u Olomouce. Zde také od roku 1925 vykonával funkci prvního kronikáře vojenské nemocnice. Řádným členem České akademie věd a umění byl zvolen 26. listopadu 1935, na členství rezignoval 7. října 1938.
Zejména v počátcích své tvorby byl Jaroslav Durych silně ovlivněn staroříšským vydavatelem Josefem Florianem (1873–1941) a jeho programem katolického vzdělávání. Zejména ve 20. letech Florianovo nakladatelství silně propagoval a hojně v něm publikoval a patrně i řada jím organizovaných akcí byla Florianem inspirována. Později se Durych stále více osamostatňoval, nicméně ve svých hlavních cílech, tj. snaze o zvýšení náboženské a kulturní úrovně českého katolicismu, zůstávali oba sjednoceni. Od roku 1937 byl rytířem Vojenského a špitálního řádu sv. Lazara Jeruzalémského.
Za nacistické okupace a v době komunistického režimu v Československu žil Durych v izolaci a jeho díla téměř nebyla vydávána. Vyšlo mu pouze několik novinových článků, které napsal pod pseudonymy. Knihy jeho povídek vycházely během 60. let v nakladatelství Vyšehrad. Pohřben je na hřbitově v pražském Bubenči.

## Názory
Jaroslav Durych bývá někdy označován za „disidenta 1. republiky“, protože oponoval antikatolicismu, který panoval v Československu mezi válkami, a byl proto v ustavičných sporech s velkou částí tehdejších kulturních i politických elit.
Především na počátku své tvorby působil v českém kulturním prostředí se svým otevřeným a bojovným katolicismem dosti osaměle, teprve později se vynořili další velcí autoři katolické orientace, jako např. Bohuslav Reynek, Jan Čep, Jan Zahradníček či Jakub Deml, kteří vytvořili souvislejší vrstvu literatury katolické a spirituální orientace.
Velmi tvrdě kritizoval Karla Čapka, především za jeho pacifismus. Svými názory se řadí k nejkonzervativnějším autorům své doby.
Ve třicátých letech otevřeně podporoval frankismus ve Španělsku a ve své komentátorské tvorbě z tohoto období vyzdvihoval stranu generála Franca ve španělské občanské válce, kterou pojímal jako boj španělského katolicismu o přežití proti rudému barbarství. Za svůj občanský postoj byl často ideovými oponenty kritizován. Někteří z jeho obhájců ovšem upozorňují, že šlo pouze o reakci na minimálně stejně problematický postoj Karla Čapka a dalších autorů, kteří stejně nekriticky podporovali republikány.

## Dílo
Durych se ve své literární tvorbě soustřeďuje především na dobu pobělohorskou (po r. 1620) – tj. katolické baroko, v jehož duchu chápe i svou koncepci české minulosti. Dále lze říci, že se zabýval sociální problematikou a usiloval o pevný řád, který nacházel v náboženských jistotách a v hledání absolutna. Chudobu a bídu (která je u něj často ukazována na ženských postavách) nechápal jako sociální problém, ale jako Boží vyznamenání. Hlavní úlohu v jeho historickém díle nenesou masy, ale spíše schopní jedinci, kteří však nejsou pojímáni z hlediska romantické výjimečnosti. Díky kontrastům mezi dobrým a zlým a jejich věrném líčení lze hovořit o „barokním naturalismu“.

### Eseje
- Pláč Karla Čapka – 1937, proti Čapkovi, kritizuje zde jeho názory, hlavně nedostatečné vlastenectví, nejednoznačnost. Dále jako voják kritizuje, že Čapek neabsolvoval základní vojenskou službu, což Durych považoval za nemorální.

### Poezie
- Cikánčina smrt
- Panenky
- Žebrácké písně
- Píseň milostná
- Eva
- Básně (1930) – soubor výše jmenovaných básní
- Beskydy

### Próza
- Jarmark života (1916)
- Tři dukáty (1919)
- Nejvyšší naděje
- Tři trojníčky (1923)
- Smích věrnosti (1924)
- Kouzelná lampa (1926)

### Romány
- Na horách (1919)
- Paní Anežka Berková (1931)
- Sedmikráska (1925)
- Píseň o růži (1934)
- Duše a hvězda
- Boží duha (posmrtně 1969) – novela
- Děti – novela

#### Historické
Historické romány jsou nejvýznamnější částí Durychovy tvorby.
- Bloudění (1929) – tzv. Velká valdštejnská trilogie
- Rekviem (1930) – tzv. Malá valdštejnská trilogie
- Masopust (1938)
- Služebníci neužiteční (1940–1961, v úplnosti poprvé vyd. 1969) – román o jezuitské misii v Japonsku v 17. století, skončí roku 1622 zmasakrováním misionářů, které je popsáno nesmírně drasticky a detailně. Hlavním hrdinou je jezuitský misionář a světec Karel Spinola.

### Drama
Ve svých několika dramatech se Durych soustřeďuje na náboženské příběhy.
- Svatý Jiří (1915)
- Svatý Vojtěch (1921)
- Svatý Václav (1924)
- Štědrý večer (1926)